# Gutenbergstraße (Weimar)

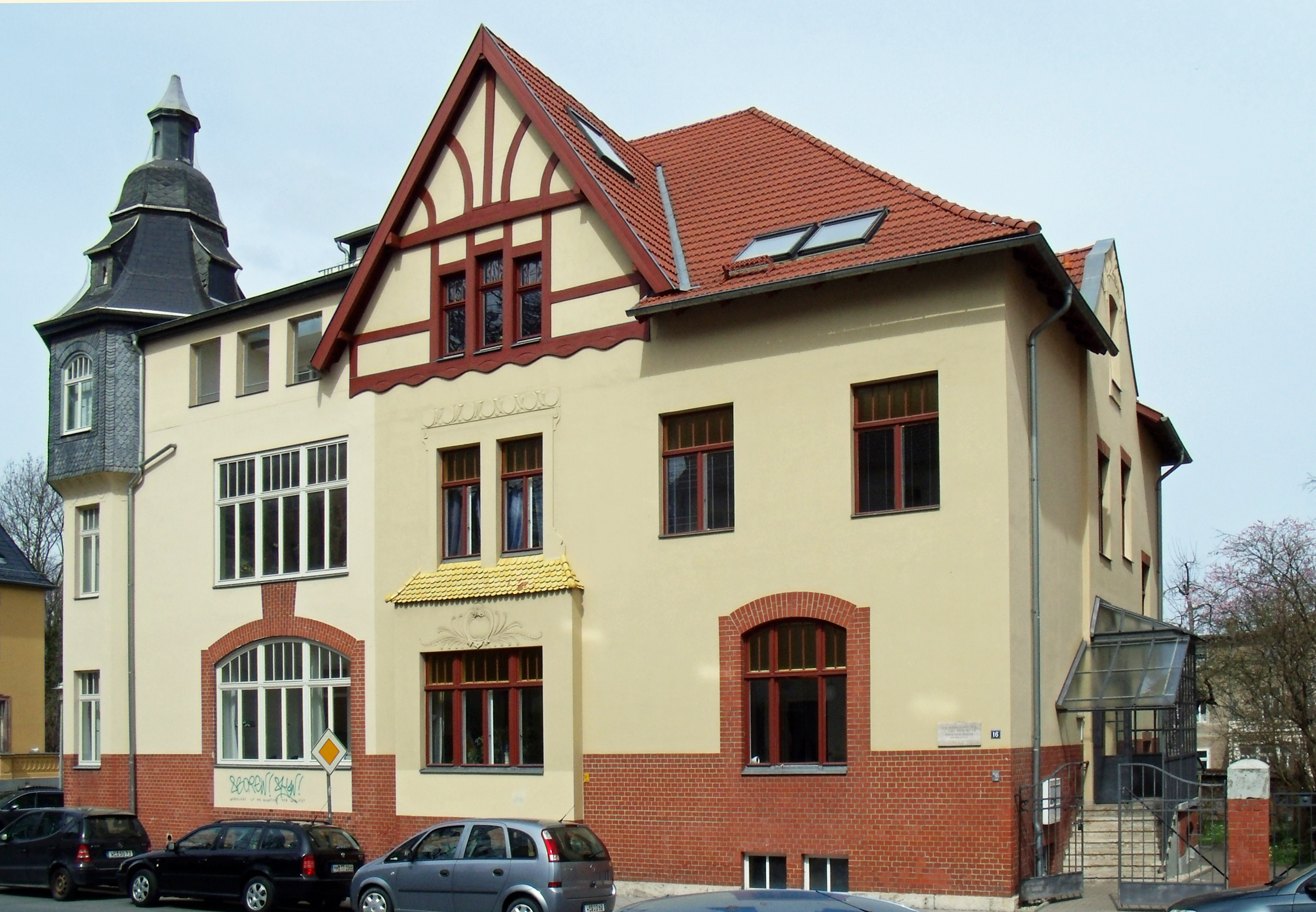
Gutenbergstraße 16, Wohnhaus von Lyonel Feininger

Die Gutenbergstraße in Weimar, benannt nach dem Erfinder des Buchdrucks Johannes Gutenberg, ist eine Anliegerstraße bzw. zum Teil auch Zufahrtsweg in der Westvorstadt. Ausgehend vom Theodor-Hagen-Weg an der westlichen Friedhofsmauer des Historischen Friedhofs trifft sie auf die William-Shakespeare-Straße, wo sie endet. Nach langem geradem Verlauf ändert sie mit einer Linkskrümmung ihre Richtung.
Die Gutenbergstraße 1, 1a sowie gerade Nummern von 2–18 stehen auf der Liste der Kulturdenkmale in Weimar (Sachgesamtheiten und Ensembles) für den Bereich der südwestlichen Stadterweiterung. Diese stehen zudem zum Teil auf der Liste der Kulturdenkmale in Weimar (Einzeldenkmale). Das Haus Gutenbergstraße 16 war das Wohnhaus des Bauhaus-Meisters Lyonel Feininger. Außerdem war es Wohnhaus der Familie von Fritsch. Das Haus 1 a ist das Haus Henneberg, das von Henry van de Velde entworfen wurde. Gutenbergstraße 29 a ist das Max-Zöllner-Haus. Nach Max Zöllner ist auch die Zöllnerstraße benannt.